# Balmazújváros
Balmazújváros ist eine ungarische Stadt im gleichnamigen Kreis im Komitat Hajdú-Bihar. Die ehemalige Großgemeinde erhielt 1989 den Status einer Stadt.

## Geografie
Balmazújváros liegt im östlichen Teil Ungarns, 23 Kilometer nordwestlich des Komitatssitzes Debrecen am östlichen Rand des Hortobágyi-Nationalparks. Durch das Gemeindegebiet fließt der Keleti-főcsatorna. Balmazújváros grenzt an folgende Gemeinden:
| Újszentmargita Tiszacsege | Görbeháza                                   | Hajdúböszörmény |
| Hortobágy                 | Kompassrose, die auf Nachbargemeinden zeigt |                 |
|                           | Nagyhegyes                                  | Debrecen        |

## Geschichte
Das Gemeindegebiet ist schon seit der Antike bewohnt. Zur Zeit der Árpáden gab es mehrere Dörfer, die Namen sind noch erhalten (Bakóc, Cucca, Balmaz, Hímes, Darassa, Hort usw.).

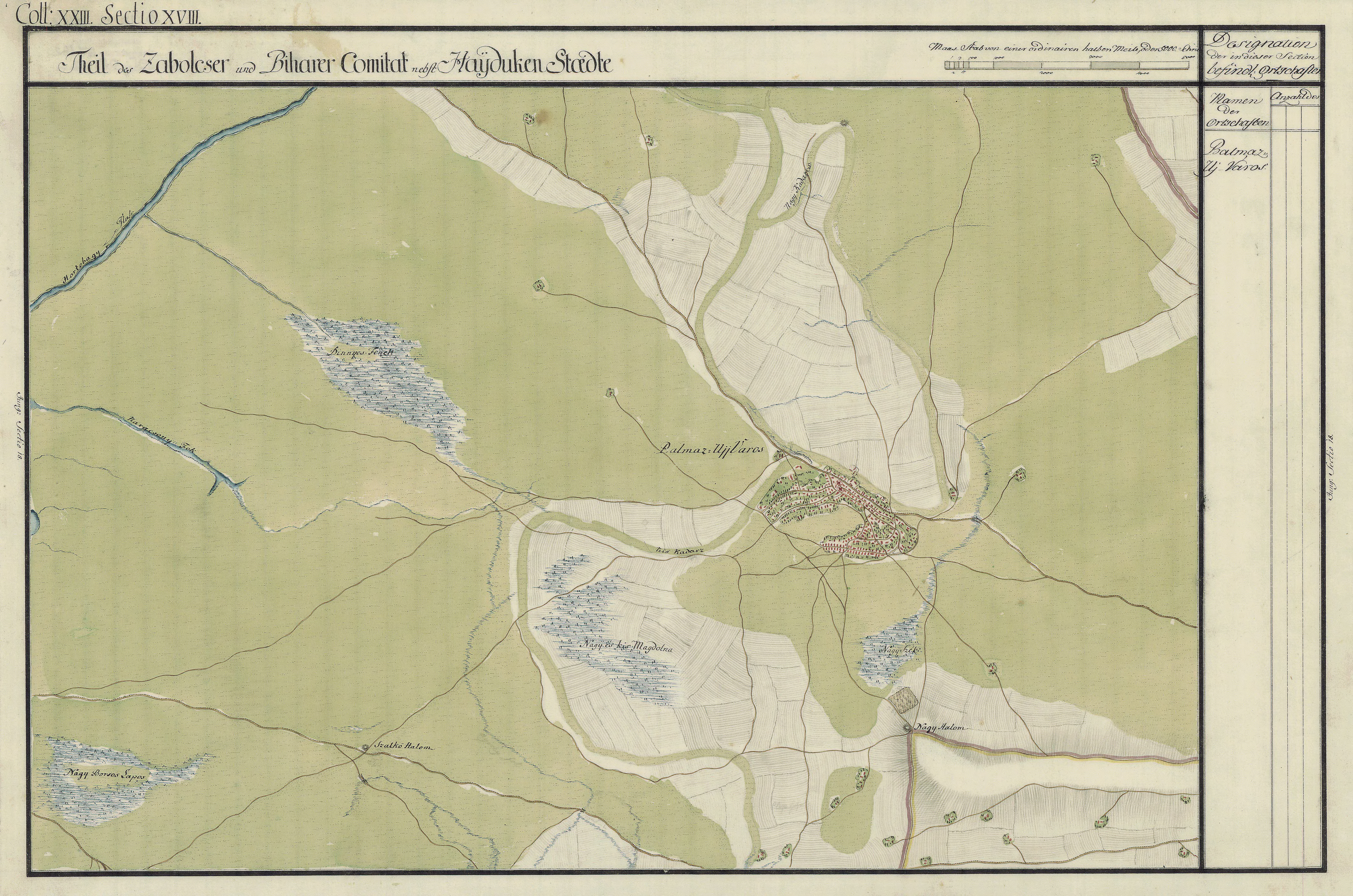
Palmaz: Ujj Varós (Mitte) um 1782 (Aufnahmeblatt der Josephinischen Landesaufnahme); Abweichende Schreibweise am Kartenregister Balmaz: Uj Város
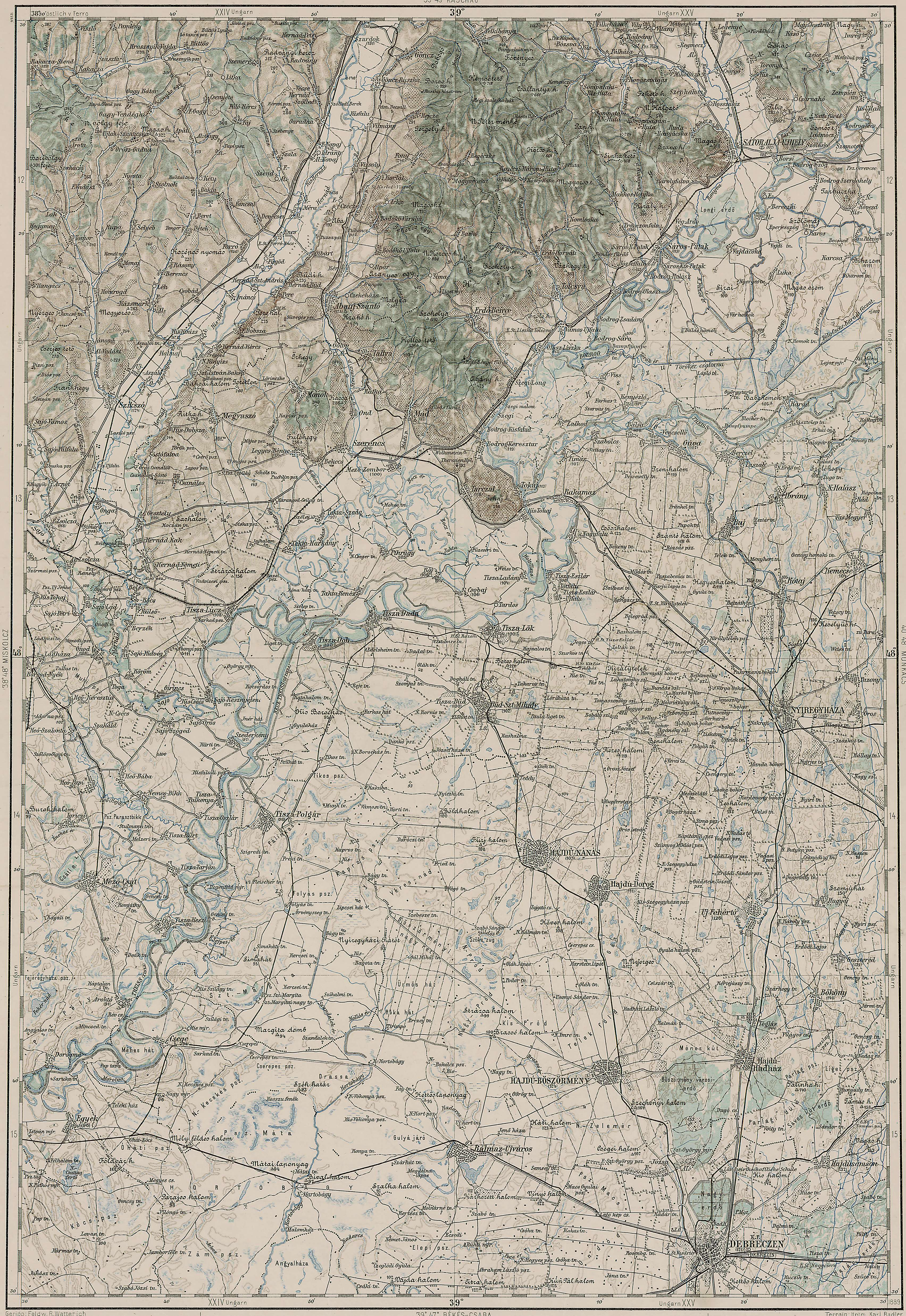
Bálmaz-Ujváros (N 47° 36'; O 39°) um 1892 (Aufnahmeblatt der Franzisco-Josephinischen Landesaufnahme)

## Söhne und Töchter der Stadt
- Menyhért Lengyel (1880–1974), Dramatiker, Journalist und Kritiker
- Andrew Lenard (1927–2020), amerikanischer mathematischer Physiker
- Imre Soós (1930–1957), Schauspieler

## Städtepartnerschaften
- Gulbene, Lettland
- Łańcut, Polen
- Tjatschiw (Тячів), Ukraine, seit 2015[2]
- Valea lui Mihai, Rumänien

## Sehenswürdigkeiten
- Andor-Semsey-Büste, erschaffen von Éva Freund
- Holzskulpturen (1956 emlékezete, A Föld, A Szél, Csikós, Daru, Gulyás, Juhász, Kondás, Libapásztor, Madárfa, Napleány, Túzok und Vízhordó leány), erschaffen von Béla Mónus
- Imre-Soós-Büste, erschaffen von Éva Freund
- Kossuth-Denkmal, erschaffen 1898 von György Kiss
- Mátyás-Dely-Reliefgedenktafel, erschaffen von Aranka E. Lakatos
- Menyhért-Lengyel-Büste
- Péter-Veres-Gedenkhaus (Veres Péter Emlékház)
- Reformierte Kirche, erbaut 1816, der Turm wurde 1836 hinzugefügt
- Reformierte Kirche, im Ortsteil Németfalu,  erbaut im 19, Jahrhundert
- Römisch-katholische Kirche Urunk Mennybemenetele, erbaut 1786 im barocken Stil, mit dem Altarbild „Christi Himmelfahrt“ von Hubert Maurer
- Schloss Semsey (Semsey-kastély), heute genutzt als Museum
- Sowjetische Gedenksäule, errichtet 1945
- Statuengruppe Agrárszocialisták, erschaffen 1988 von István Kiss
- Weltkriegsdenkmäler

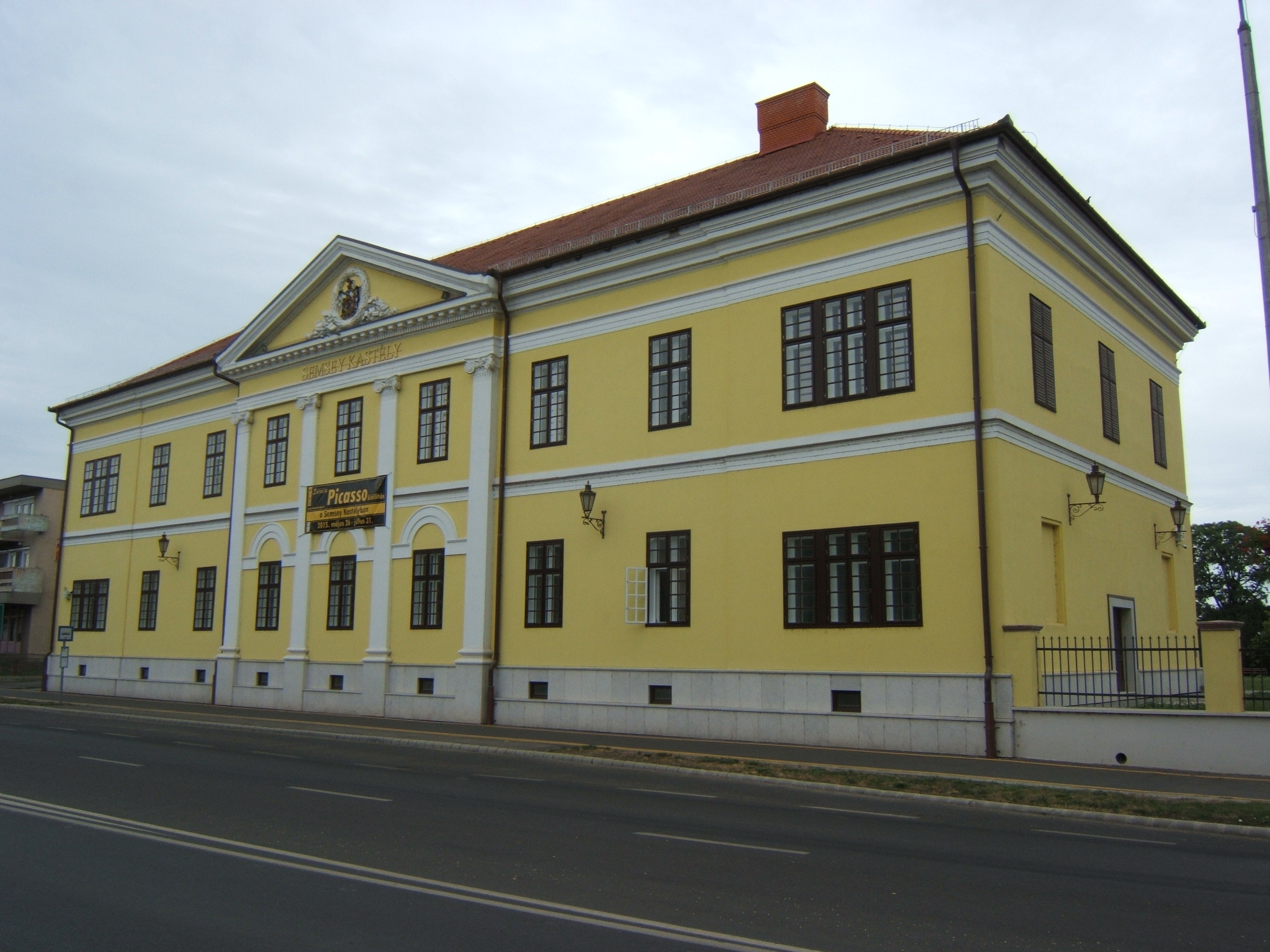
Schloss Semsey
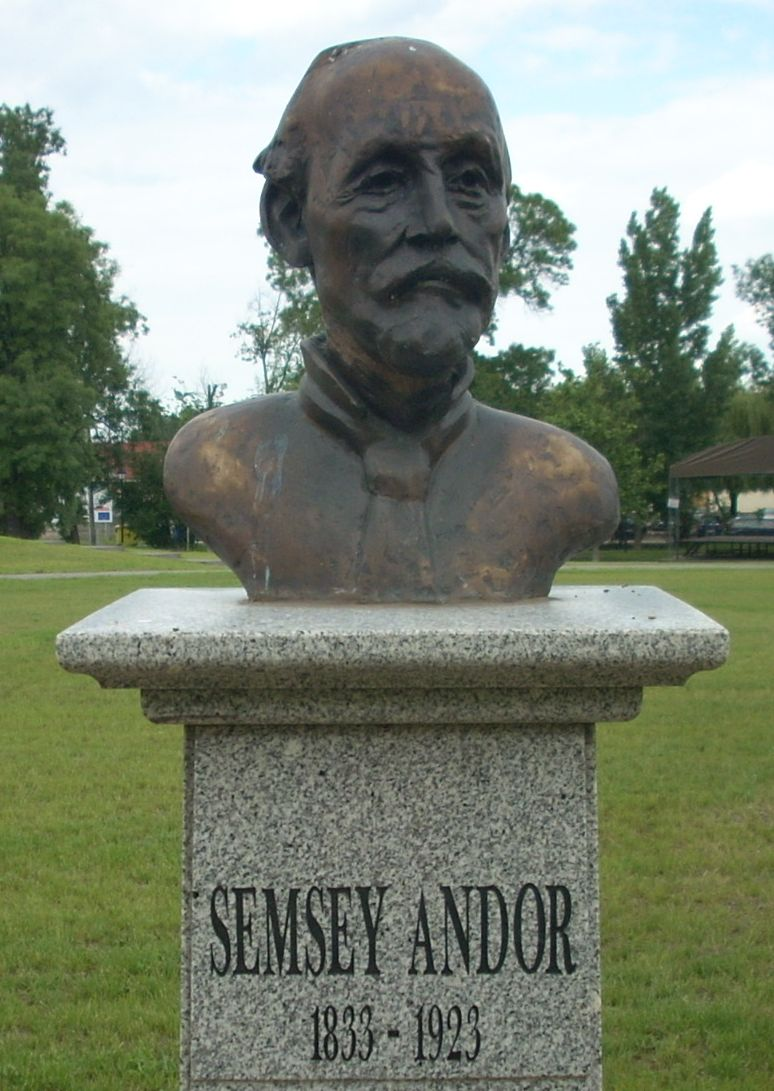
Andor-Semsey-Büste
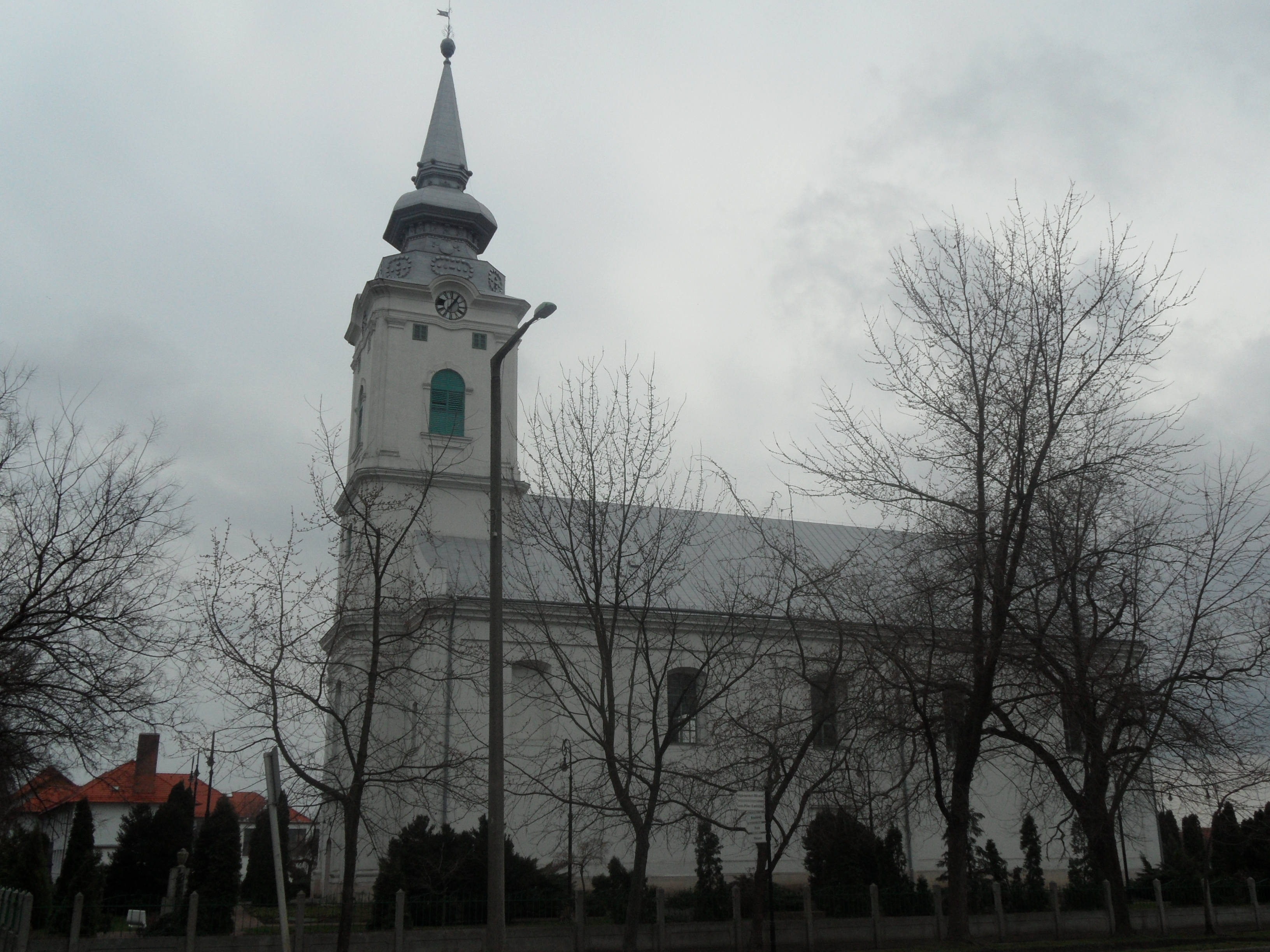
Reformierte Kirche
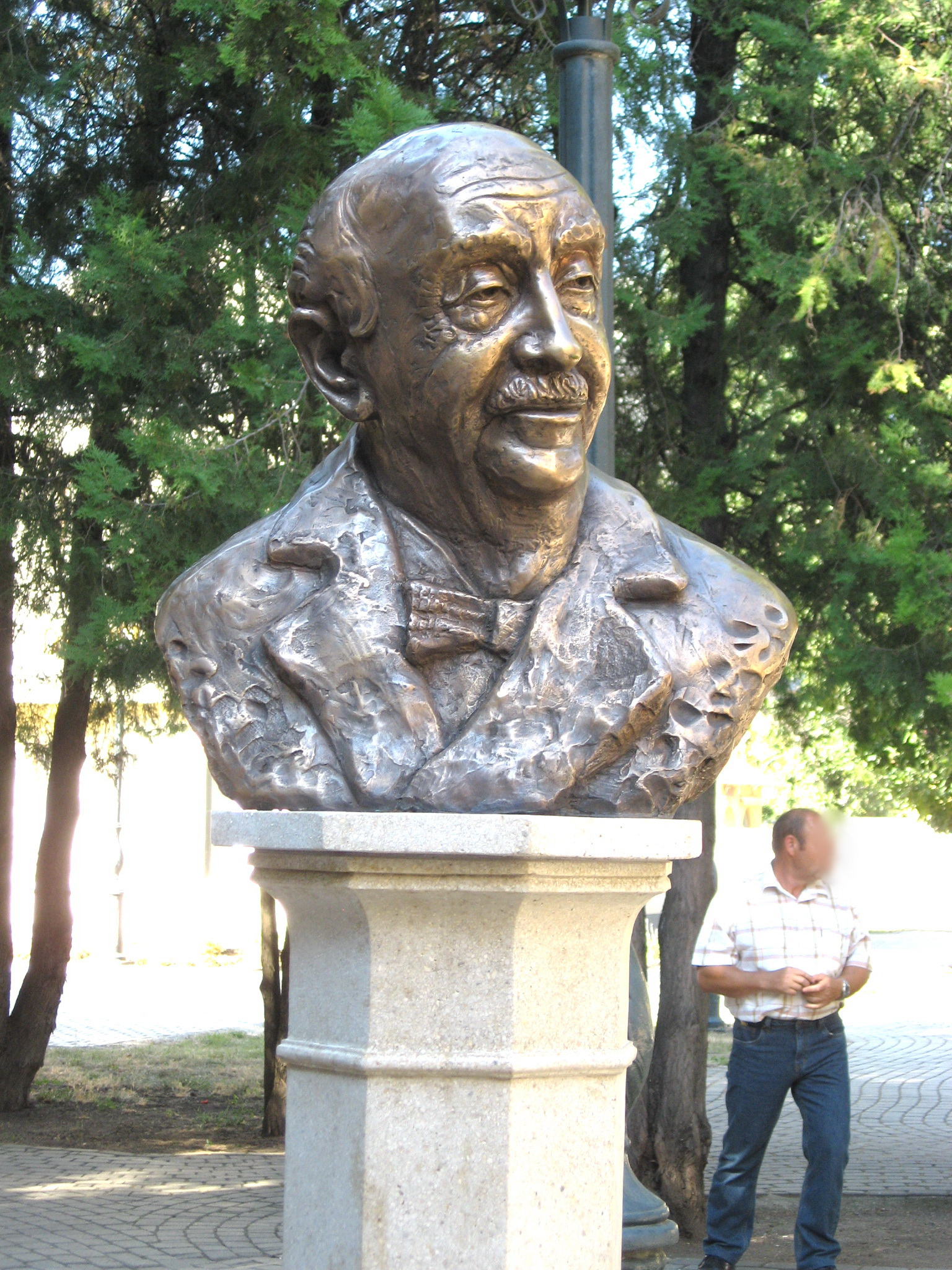
Menyhért-Lengyel-Büste
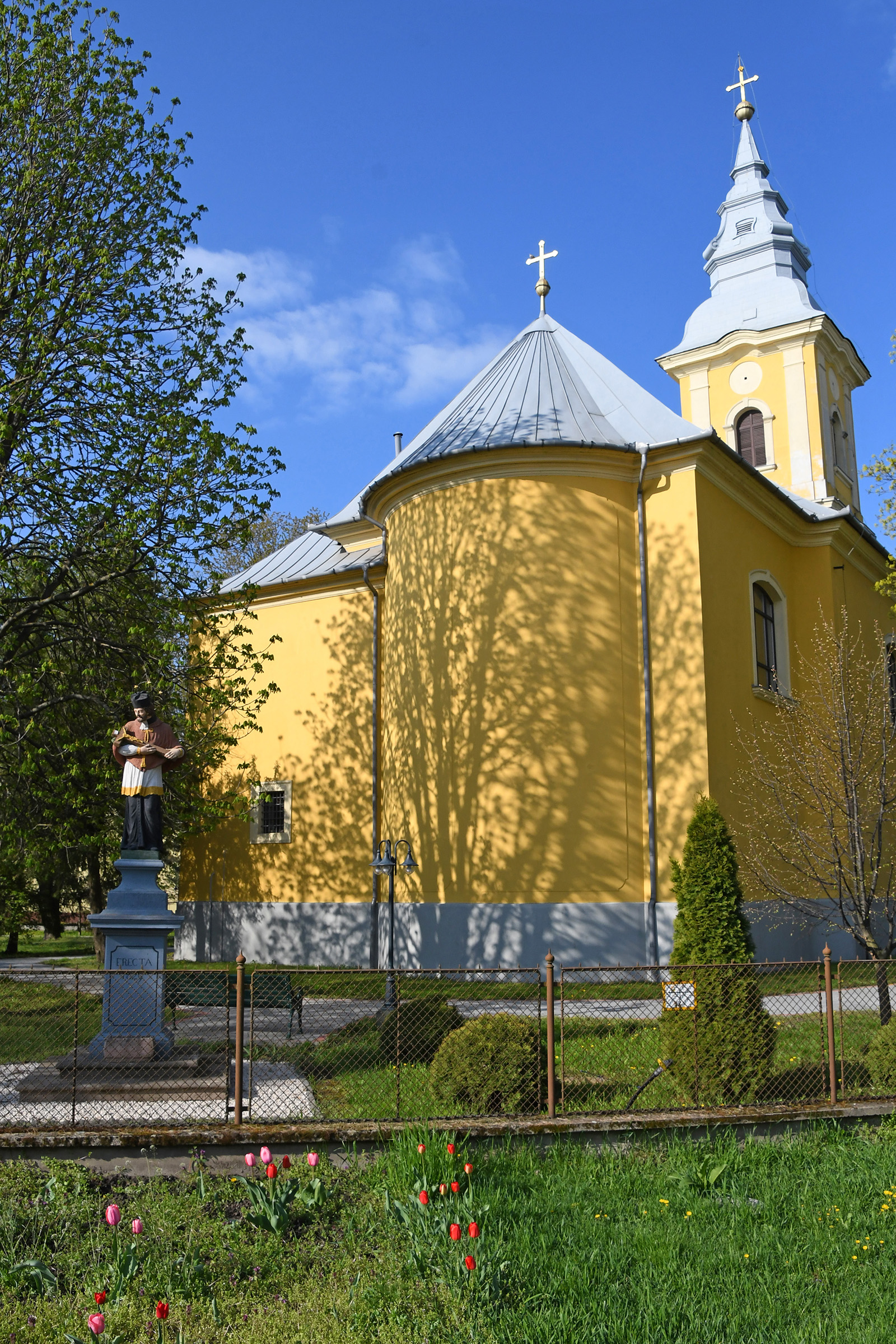
Nepomuki-Szent-János-Statue vor der röm.-kath. Kirche

## Verkehr
In Balmazújváros treffen die Landstraßen Nr. 3316, Nr. 3321 und Nr. 3323 aufeinander. Es bestehen Busverbindungen nach Debrecen, Hajdúböszörmény und Hajdúszoboszló. Weiterhin ist die Stadt an die Bahnstrecke Debrecen–Füzesabony angebunden.